# 寶塚市
寶塚市（日语：／ Takarazuka shi */?）是位於日本兵庫縣東南部的城市，現為施行時特例市。知名的寶塚歌劇團發祥于此，其的主要據點寶塚大劇場也座落于該市。
轄區西部位於六甲山地，北部為長尾連山，主要市區位於南部，武庫川由兩山系間通過後貫穿市中心。

## 人口
| 寶塚市人口分布圖 |                                               |  |
| 寶塚市與日本全國年齡別人口分布比較圖 （2005年資料） | 寶塚市的年齡、男女別人口分布圖 （2005年資料） |  |
| ■紫色是寶塚市 ■綠色是全国 | ■藍色是男性 ■紅色是女性                       |  |
| 寶塚市人口變化 \| 1970年 \| 127,179人 \| \| \| 1975年 \| 162,624人 \| \| \| 1980年 \| 183,628人 \| \| \| 1985年 \| 194,273人 \| \| \| 1990年 \| 201,862人 \| \| \| 1995年 \| 202,544人 \| \| \| 2000年 \| 213,037人 \| \| \| 2005年 \| 219,862人 \| \| \| 2010年 \| 225,700人 \| \| \| 2015年 \| 224,903人 \| \| \| 2020年 \| 226,432人 \| \| |                                               |  |
| 資料來源：日本總務省統計中心提供之人口普查數據 |                                               |  |
| 1970年 | 127,179人                                     |  |
| 1975年 | 162,624人                                     |  |
| 1980年 | 183,628人                                     |  |
| 1985年 | 194,273人                                     |  |
| 1990年 | 201,862人                                     |  |
| 1995年 | 202,544人                                     |  |
| 2000年 | 213,037人                                     |  |
| 2005年 | 219,862人                                     |  |
| 2010年 | 225,700人                                     |  |
| 2015年 | 224,903人                                     |  |
| 2020年 | 226,432人                                     |  |

## 歷史
7世紀初期，本地開始建立了中山寺、賣布神社等寺廟，10世紀後半，攝關家在此地建立了私人牧場「川面牧」，12世紀進一步成為莊園，成為「川面荘」，此後本地陸續出現多個莊園。
13世紀寶塚溫泉以「小林之湯」的名稱出現在文獻中。
在令制國時代，武庫川的左岸屬於攝津國川邊郡，右岸屬於武庫郡。
16世紀開始發展植樹產業，17世紀由於位於前往有馬溫泉的通道有馬街道上，設立了小濱宿，開始以宿場町的形式發展。隨著宿場的發展，曾經也帶動釀酒的產業，並發展出「小濱流」的釀酒技術，但之後不敵附近灘五鄉的競爭而沒落。
1889年日本實施町村制，設立了小濱村，隸屬川邊郡，1951年改制為町時，同時更名為寶塚町，三年後與位於武庫川對岸的良元村合併為寶塚市。
寶塚市成立後隔年，再將北部位於長尾山系的長尾村、西谷村併入，形成現今寶塚市的範圍。
2003年成為特例市。

### 變遷表
| 1889年4月1日 | 1889年-1926年 | 1926年-1944年 | 1944年-1954年        | 1954年-1989年            | 1989年-現在 | 現在   |
| ------------ | ------------- | ------------- | -------------------- | ------------------------ | ----------- | ------ |
| 良元村       | 良元村        | 良元村        | 良元村               | 1954年4月1日 寶塚市      | 寶塚市      | 寶塚市 |
| 小濱村       | 小濱村        | 小濱村        | 1951年3月15日 寶塚町 | 1954年4月1日 寶塚市      | 寶塚市      | 寶塚市 |
| 長尾村       | 長尾村        | 長尾村        | 長尾村               | 1955年3月10日 併入寶塚市 | 寶塚市      | 寶塚市 |
| 西谷村       | 西谷村        | 西谷村        | 西谷村               | 1955年3月14日 併入寶塚市 | 寶塚市      | 寶塚市 |

## 交通

### 鐵路
市內主要車站為寶塚站，有三條鐵路路線在此交會。
- 西日本旅客鐵道（JR西日本）
  - 福知山線（JR寶塚線）：（←川西市） - 中山寺車站 - 寶塚車站 - （西宮市）- 武田尾車站 -（神戶市→）
- 阪急電鐵：
  - 寶塚本線：（←川西市） - 雲雀丘花屋車站 - 山本車站 - 中山觀音車站 - 賣布神社車站 - 清荒神車站 - 寶塚車站
  - 今津線：寶塚車站 - 寶塚南口車站 - 逆瀨川車站 - 小林車站 - 仁川車站 -（西宮市）

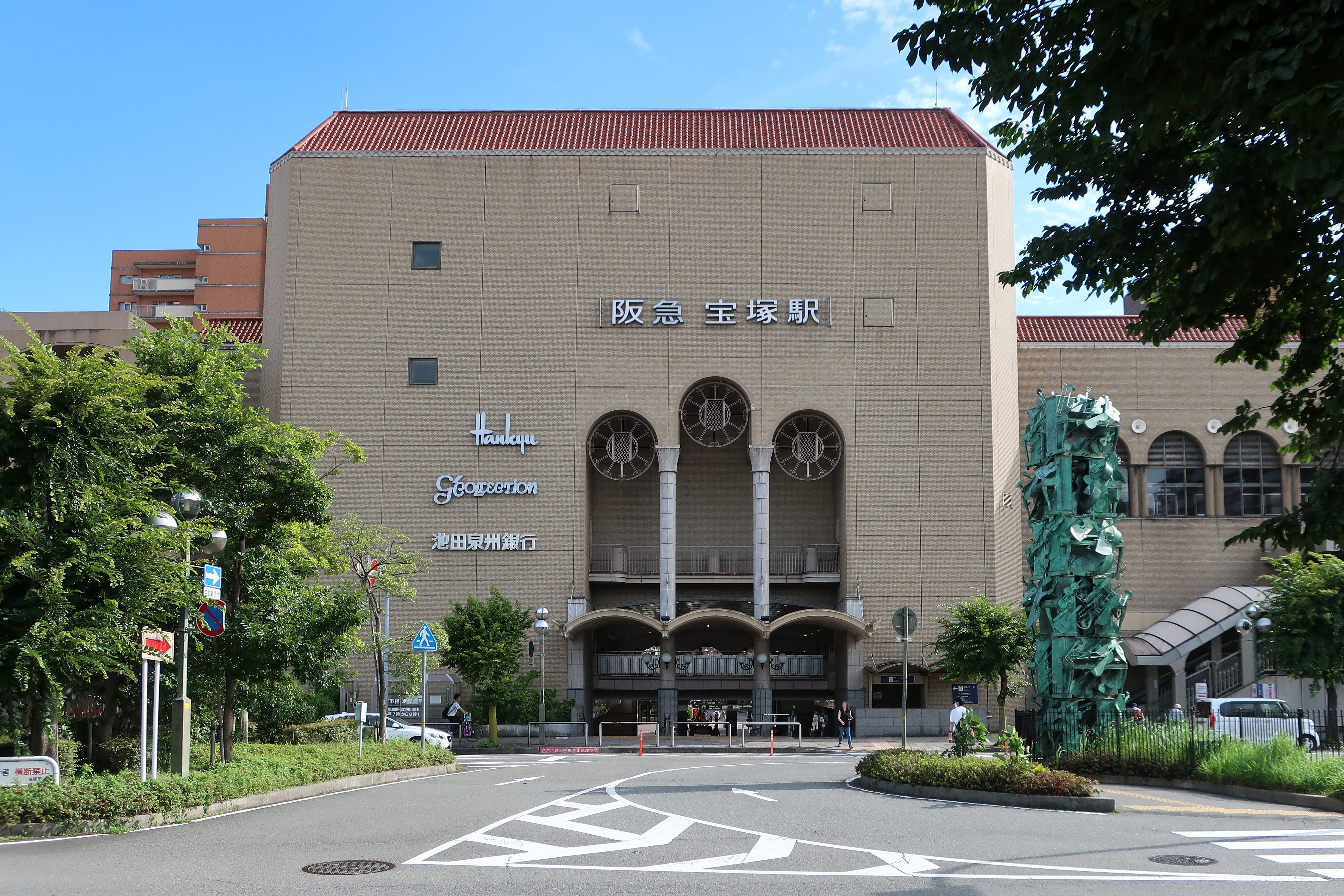
寶塚車站
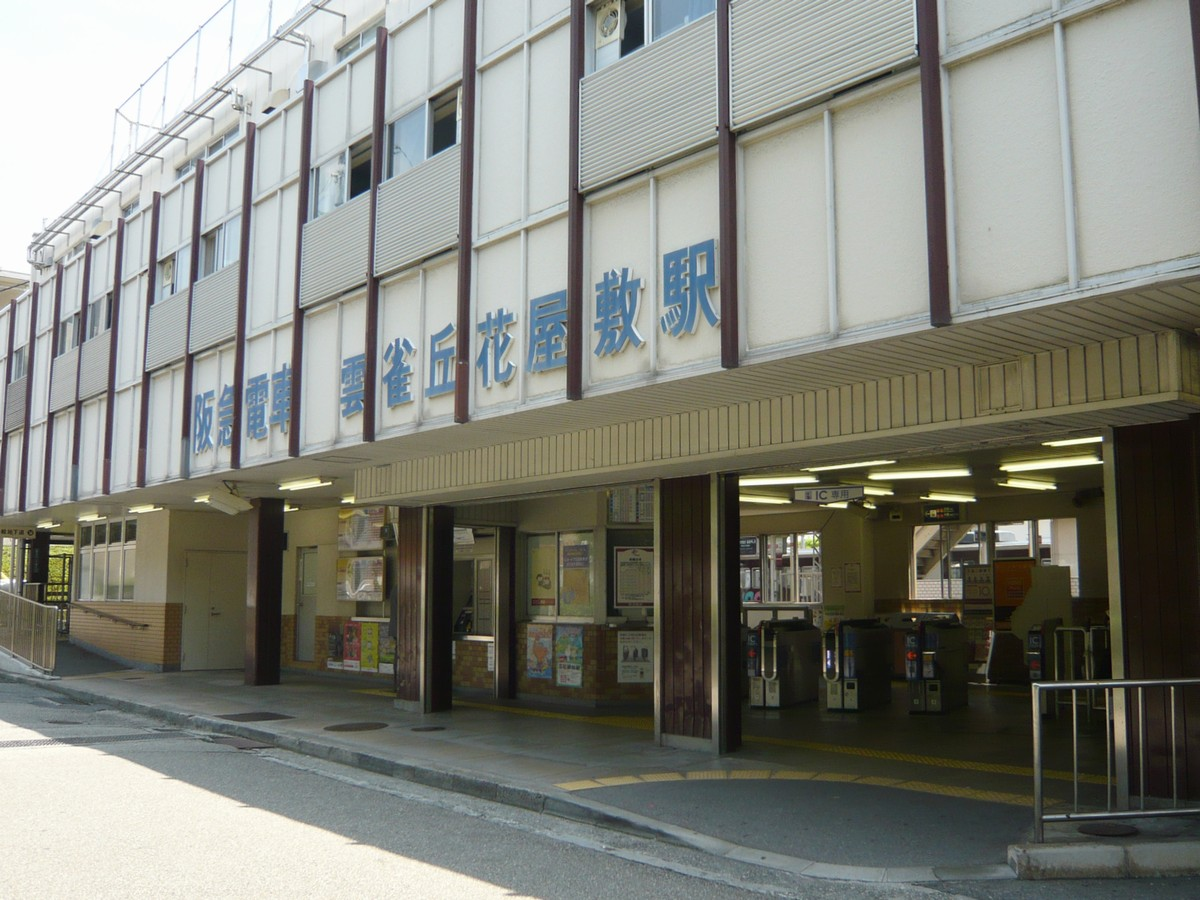
雲雀丘花屋車站
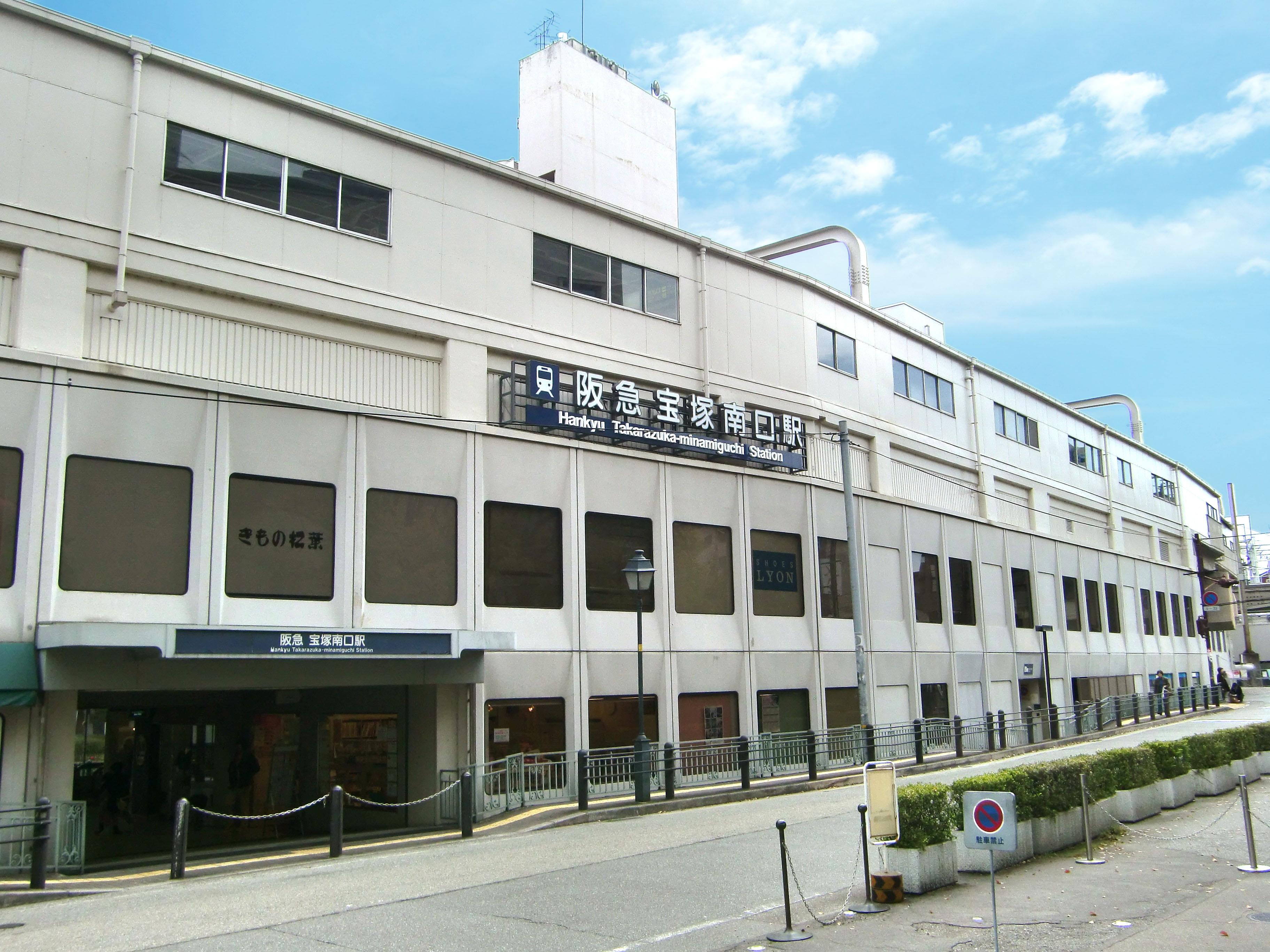
寶塚南口車站

### 公路
高速公路
- 中國自動車道：（川西市） - （通過轄區） - （伊丹市） - 寶塚交流道 - （西宮市）

國道
- 國道176號（日语：国道176号）

## 觀光資源

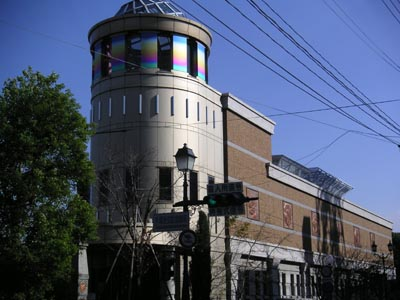
手塚治虫紀念館

- 寶塚大劇場
- 寶塚Bow Hall（日语：宝塚バウホール）
- 花之路（日语：花のみち）
- 寶塚市立手塚治虫紀念館（日语：宝塚市立手塚治虫記念館）
- 阪神競馬場
- 鐵齋美術館（日语：鉄斎美術館）
- 寶塚溫泉（日语：宝塚温泉）
- 平林寺
- 兵庫縣立寶塚西谷之森公園（日语：兵庫県立宝塚西谷の森公園）

## 教育
大學
- 甲子園大學（日语：甲子園大学）
- 寶塚大學（日语：宝塚大学）
- 寶塚醫療大學（日语：宝塚医療大学）

## 姊妹、友好城市

### 日本
- 松江市（島根縣）[3]

### 海外
- 奧古斯塔（美國喬治亞州）[3]
- 阿尔瑟格伦德（奥地利維也納）[3]

## 本地出身之名人
- 今岡誠：棒球選手
- 相武紗季：演員
- 東野幸治：搞笑藝人
- 山本太郎：演員、政治人物、參議院議員
- 冰上恭子：聲優
- 寺內健：跳水運動員
- 内田達也：足球選手
- 岡崎慎司：足球選手
- 中村佑介：插畫家、音樂家及漫畫家
- 武知海青：舞者

名譽市民
- 手塚治虫：幼時住在小濱村（現在的寶塚市）
- 春日野八千代（日语：春日野八千代）：前寶塚歌劇團成員、理事、名譽理事

## 外部連結
- （日語） 宝塚歌劇團（页面存档备份，存于）
- （日語） 寶塚市國際觀光協會 （页面存档备份，存于）
- （日語） 手塚治虫紀念館 （页面存档备份，存于）